# Вашингтон-сквер-парк
Вашингтон-Сквер-парк (англ. Washington Square Park) — громадський парк площею майже 4 га у районі Грінвіч-Віллидж у Нижньому Манхеттені, Нью-Йорк. Один із найвідоміших громадських парків Нью-Йорка, є символом, а також місцем зустрічей і центром культурної діяльності. Ним керує Департамент парків і зон відпочинку Нью-Йорка.
Парк — це відкритий простір, де домінує Арка Вашингтон-сквер біля північних воріт парку, де традиційно святкують невідповідність. Зона фонтанів у парку вже давно є одним із популярних місць у місті, а багато місцевих будівель свого часу слугували будинками та майстернями для художників. Багато будівель було побудовано Нью-Йоркським університетом, тоді як інші були перетворені з колишніх цілей на навчальні та житлові будівлі.